# Kenan & Kel
Kenan & Kel ist eine US-amerikanische Sitcom, die von 1996 bis 2000 auf Nickelodeon erstausgestrahlt wurde. In den titelgebenden Hauptrollen spielen Kenan Thompson und Kel Mitchell. Es wurden 62 Episoden in vier Staffeln sowie ein Fernsehfilm gedreht. Das Titellied stammt von Coolio. Die Sitcom wurde in mehrere Sprachen synchronisiert, unter anderem auch in Deutsch.

## Handlung
Kenan Rockmore und Kel Kimble sind zwei jugendliche Schüler aus Chicago. Kenan arbeitet als Aushilfe im Lebensmittelgeschäft von Chris Potter. Sein Freund Kel ist ein leicht begriffsstutziger und tollpatschiger Wirbelwind, der die Limonade Orange Soda über alles liebt. Die Episoden drehen sich meistens darum, dass Kenan und Kel zusammen ein Problem lösen müssen, das durch ihr Eingreifen am Ende im Chaos endet.
Weitere Rollen sind Kenans Eltern Roger (Ken Foree) und Sheryl (Teal Marchande), sowie seine Schwester Kyra Rockmore (Vanessa Baden).